# Parafia Ducha Świętego w Krapkowicach-Otmęcie
Parafia Ducha Świętego w Krapkowicach-Otmęcie – rzymskokatolicka parafia dekanatu Krapkowice. Parafia została utworzona 2 VIII 1999 r. z wydzielenia z parafii Wniebowzięcia NMP. Mieści się przy ulicy Maksymiliana Kolbego. Kościół parafialny ukończono i wyświęcono w 1999 r. Jest najmłodszą parafią w mieście.